# 太空戰士 (特攝)
《太空戰士》（英文：SPACE WARRIOR；韓文：태공전사，漢譯為《太陽勇士》）為今是有限公司製作、中華電視公司播出的台灣科幻戲劇。節目自民國73年（1984年）7月16日首播，至民國76年（1987年）間結束。

## 評價
《太空戰士》為台灣電視劇史上最大突破點：首部以科幻題材製作的特殊攝影戲劇。風格型態的雛型深受日本超級戰隊系列影響，不過礙於當時仍處於草創階段相關技術與經驗皆未成熟，因而使得製作單位在定位上還留有著相當程度的濃厚武俠色彩。
《太空戰士》從最初以『實驗性質』風光地在華視八點檔黃金時段播出，到後來顛沛流離地數度在週日→週六時段間流竄（各集片長也隨時段調動出現60分鐘→90分鐘→30分鐘的變化），直至默默收場，儼然品質下滑是其中不可諱言的其中一個原因，並在當時的台灣社會正逢於保守與開放交會的環境下，外有家長與學者大力抨擊這類戲劇荼毒兒童身心，內有已欣賞過日本『成熟』特攝作品的觀眾冷眼相對，最後陷於腹背受敵的情況下漸漸地被華視視為棄卒，同時也為台灣特攝最為蓬勃發展的關鍵4年劃上了句點。此後科幻走向的作品在電視上出現的機率渺渺可數……。

## 故事
在廣大的宇宙中，離我們地球遙遠的星雲裏，有顆黑帝星球，統治者的封號是『宇宙黑帝』。黑帝全力發展超科技，窮兵黷武野心勃勃，妄想雄霸整個宇宙，因此屢次發動星際戰爭，對每個星球進行破壞、侵略和征服，如今看上了美麗的地球，特別派遣了大陰謀黑魔神，率領黑帝軍團前來執行使命。
為了對付日益猖狂的宇宙黑帝，宇宙中的星球聯合起來，共推維尼坦星主持正義公道，派出維尼坦星的高手成立太空戰士聯盟，維護整個宇宙的和平和秩序。金龍、金虎、金鳳三位太空戰士就是被派來阻止黑魔神陰謀的維尼坦星超級太空戰士（擷錄自虹彩屋出版《太空戰士書卡畫冊》〈劇情簡介〉）。
主要內容是講述黑帝星球的黑魔神欲統治宇宙，捉走地球小孩想加以改造來破壞地球，太空戰士為維持宇宙和平，拼盡全力與邪惡勢力展開對抗。

## 主要工作人員
- 製作：今是有限公司
- 錄製：名浩公司
- 製作人：顧英哲、林宜娟
- 製作執行：陳勇誠、葉建鋒
- 編劇：三百
- 音樂指導：鄭力斌
- 美術指導：萬天興
- 造形設計：鄭昌宏、陳勇誠、何秀英、葉建鋒
- 攝影小組：唐泰湖、林東明、劉明志、游美雄、陳建良
- 剪接：段兆偉、林玲娟、劉俊建、姚蕙
- 配音：劉錫華、徐亞文、張民
- 導演：顧英哲、謝光南、謝東耀、高昇
- 贊助：北府企業有限公司

## 主題曲
初期主題曲直接採用日本東映特攝電視影集《宇宙刑事卡邦》的旋律，改填中文歌詞。
- 『太空戰士』（作詞：顧英哲、林宜娟／作曲：渡邊宙明[2]／主唱：王╳╳）

- 『太空戰士』（作詞：顧英哲、林宜娟／作曲：渡邊宙明[2] ／主唱：黑寶）

《太空戰士》
作曲：渡邊宙明
作詞：顧英哲、林宜娟
主唱：黑寶
歌詞：
帶著一份正義的愛　把你的腳步邁開
燃燒自己照亮別人　化成一道光彩
不管是黑夜黎明　不管狂風暴雨中
我絕不怕邪惡強權　挺立風雨中　迎接未來
火光中的閃亮太空戰士！戰士！
拿出你的勇氣來
打擊惡魔　讓人們笑顏開
戰士！戰士！
一群閃亮的戰士！戰士！
正義在你的熱血中洶湧　澎湃
- 『太空戰士』（作詞：顧英哲、林宜娟／作曲：鄭力斌／主唱：黑寶）

http://www.youtube.com/watch?v=tm0XGHrVjjE歌曲連結

## 人物介紹
- 銀河先知

存在於異次元空間的先知，擁有宇宙空間的神祕且不可知的力量。
- 宇宙先知

### 宇宙聯盟

#### 維尼坦星

##### 太空戰士[3]
- 金龍（飾演：解琥　替身：李錦廣配音：劉錫華）

太空戰士隊長。足智多謀。
武器：
- 火龍珠

拋擲時放射強烈離子產生閃燃能量。
- 金龍劍

- 金虎（替身：林清秀）

快如閃電的飛毛腿。
武器：
- 閃電飛盤

投射時吸收正負電極產生爆炸能量。
- 金鳳（飾演／替身：杜桂花）

有一身驚人武藝的女太空戰士。
武器：
- 彩虹皮鞭

揮甩時循環微光波長產生麻痺能量。
- 彩虹飛帶
- 金鳳雙劍

- 金鷹

接替金鳳趕赴地球而來的維尼坦星新太空戰士。

##### 新太空戰士[4]
- 金鯊

- 金豹

- 金燕

（飾演／替身：杜桂花）
武器：
- 霹靂神弓

##### 太空新戰士
此部分劇情於1986年6月14日～8月2日期間，每週六下午13:35～14:00播映。
- 邁克

武器：
- 霹靂鏢

- 安琪兒

武器：
- 霹靂彈

- 布魯斯

武器：
- 霹靂砲

- 提娜

武器：
- 霹靂砲

#### 同伴
- 小叮噹

- 佩珊郡主

- 王明智

地球小孩，具有特別的思考能力。具有與黑魔神一樣的腦波，能感應到黑魔神「E計畫」的存在，是黑帝星球的唯一阻礙。

### 太陽戰隊[5]
- 太陽戰神阿波羅

武器：
- 火龍劍

- 天虎

武器：
- 旋轉盤

- 愛麗絲

武器：
- 彩虹寶珠

以上各組的太空戰士戲劇，在華視播出期間一律以太空戰士四字稱呼，並未有其他新的稱呼。

## 地球自衛隊
- 方院長

- 雷司令

地球自衛隊的最高指揮者。

## 交通工具

### 太空戰士
- 機車[6]

以D‧T賽車為基礎改造而成，經過改造後時速可以高達450公里。

### 太空新戰士
- 雷霆車[7]

### 太陽戰隊
- 機車

## 組合

### 太空戰士
- 正義組合

為太空戰士最基本的組合形式，使用頻率甚高。使用時三人並排站立，順序為金虎在前，金鳳於中，金龍為後；金龍雙手合十往上伸展，金鳳則將雙掌左右開弓展開，最後金虎呈半蹲姿雙掌向前推出。
- 閃電組合

- 鳳凰組合

- 霹靂組合

- 新霹靂組合

最初發表於《太空戰士特刊》內，太空戰士劇中未使用的四人組合。

### 新太空戰士[4]
- 天地組合

- 太陽神劍組合

- 戰鬥組合

### 新太空戰士
- 霹靂日光砲

## 周邊效應
- 《太空戰士》播出期間，相關周邊商品一一推出，有真正握有玩具版權的北府企業所生產的數種商品，也有其他廠商直接自行使用肖像大量印製生產的襯衫、球鞋、紙面具、遊戲紙牌（尪仔標）及仿冒的玩具。

- 後來日本電玩名作Final Fantasy被引進台灣時，被尖端出版所經營的《電視遊樂雜誌》取名為“太空戰士”，至今絕大多數人仍認為這和《太空戰士》的迅速竄紅有關。

- 《太空戰士》的主題曲，在2017年被Lamigo桃猿改編成加油歌"加速吧!桃猿戰士"，而後也改編成滅火器樂團為其在台灣大賽的助威主題曲"桃猿戰士"(副歌部分)。

## 外部結
- 台灣電視資料庫 （页面存档备份，存于） - 該站之播出資料僅供參考，《太空戰士》節目結束日期仍待進一步考察……
- 中文版主題歌《太空戰士》
- 韓文版主題歌《太陽勇士（태양용사）》
- 北府太空戰士秘密武器玩具子彈 商品廣告
- 台灣特攝魂
- IGT偵探趣味 （页面存档备份，存于）
- IGT避難用出張板 － 台湾の特撮―太空戰士（1984） （页面存档备份，存于）
- 月刊Shinning Shutter‧天空分部「GROUND STORM」 （页面存档备份，存于）
- 金龍+金虎+金鳳+金鷹+金豹+金鯊+金燕 = 太空戰士 !!
- 加速吧！桃猿戰士！
- 滅火器樂團【桃猿戰士 Lamigo Fighter】
- 華視懷舊頻道五六年級生共同回憶【太空戰士】精彩片段－王明智篇 （页面存档备份，存于）
- 華視懷舊頻道五六年級生共同回憶【太空戰士】一分鐘短版－黑帝星球介紹篇